# Норичник растопыренный
Нори́чник растопы́ренный (лат. Scrophulāria divaricāta) — многолетнее травянистое растение, вид рода Норичник (Scrophularia) семейства Норичниковые (Scrophulariaceae).

## Ареал и среда обитания
Эндемик России. Восточноевропейско-кавказский вид. В Восточной Европе произрастает в бассейне Дона и на Кавказе.

## Описание
Многолетнее травянистое растение высотой от 50 до 100 см.
Стебель прямой, крупный, с крупными цельными широкояйцевидными, острыми, двоякозубчато-пильчатыми супротивными листьями.
Соцветия пазушные, с крупными листьями, прерывистые, состоящие из мелких цветков, собранных по три — пять (семь) в полузонтики. Венчик буровато-зелёный, двугубый, шаровидно-кувшинчатый. Чашечка пятираздельная, голая, с яйцевидными узкоплёнчатыми по краю долями. Тычинок четыре. Пятая недоразвитая тычинка (стаминодий) — почковидная.
Плод — двугнёздная вскрывающаяся коробочка. От близкородственного норичника мелового отличается отсутствием мучнистого налёта, формой листьев, окраской венчика, числом цветков в соцветии, а также формой стаминодия.
Цветение — в июне - июле. Размножается семенами.

## Охрана
Включён в Красные книги следующих субъектов Российской Федерации: Воронежская область, Саратовская область.